# پیچر

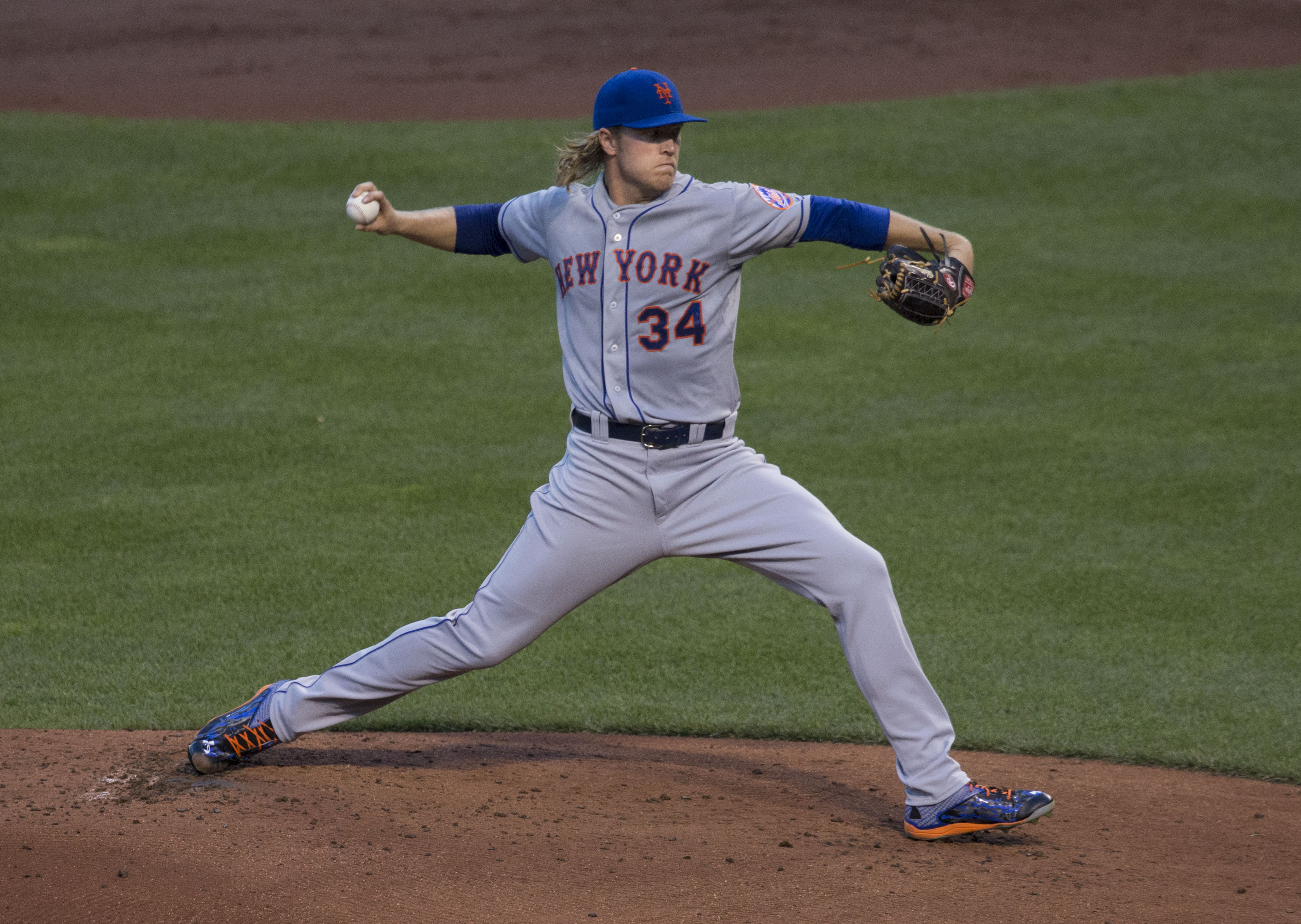
پیچر نیویورک متس

در بیسبال، پیچر (انگلیسی: Pitcher) بازیکنی است که توپ بیسبال را از pitcher's mound به سوی کچر پرتاب می‌کند تا بازی آغاز شود و هدف او اوت کردن بتری است که تلاش می‌کند یا با توپ پرتاب شده تماس برقرار کند یا walk کند.